# Briar (Texas)
Briar is een plaats (census-designated place) in de Amerikaanse staat Texas, en valt bestuurlijk gezien onder Parker County en Tarrant County en Wise County.

## Demografie
Bij de volkstelling in 2000 werd het aantal inwoners vastgesteld op 5350.

## Geografie
Volgens het United States Census Bureau beslaat de plaats een oppervlakte van
53,3 km², geheel bestaande uit land.

## Plaatsen in de nabije omgeving
De onderstaande figuur toont nabijgelegen plaatsen in een straal van 8 km rond Briar.